# Xymene huttoni
Xymene huttoni là một loài ốc biển săn mồi, là động vật thân mềm chân bụng sống ở biển trong họ Muricidae, họ ốc gai.